# Blizno (województwo kujawsko-pomorskie)
Blizno – wieś w Polsce położona w województwie kujawsko-pomorskim, w powiecie wąbrzeskim, w gminie Książki.
| SIMC    | Nazwa       | Rodzaj    |
| ------- | ----------- | --------- |
| 1032143 | Wybudowanie | część wsi |

W latach 1975–1998 miejscowość administracyjnie należała do województwa toruńskiego. Według Narodowego Spisu Powszechnego (III 2011 r.) liczyła 183 mieszkańców. Jest siódmą co do wielkości miejscowością gminy Książki.
Przez wieś przebiega droga wojewódzka nr 543 (trasa Radzyń Chełmiński – Jabłonowo Pomorskie).
W Bliźnie znajduje się ośrodek Caritas Diecezji Toruńskiej.